# Joseph-Étienne Richard
Joseph-Étienne Richard (dit Richard de la Sarthe), né à La Flèche le 28 septembre 1761 et mort à Saintes le 17 août 1834, est un homme politique français et haut fonctionnaire des XVIIIe et XIXe siècles.

## Biographie

### Parlementaire
En septembre 1791, Richard est procureur de La Flèche lorsqu'il est élu député, le septième sur dix, pour le département de la Sarthe, à l'Assemblée nationale législative. Le 1er février 1792, il vote en faveur de la mise en accusation de Bertrand de Molleville, ministre de la Marine, et en faveur de la mise en accusation de Lafayette le 8 août.  
En septembre 1792, il est réélu député par son département à la Convention nationale, le premier sur dix. Il siège sur les bancs de la Montagne. Il vote la mort sans conditions lors du procès de Louis XVI. Il est absent lors du scrutin sur la mise en accusation de Marat et lors du scrutin sur le rétablissement de la Commission des Douze.  
Richard est en effet envoyé en mission à plusieurs reprises durant son mandat. Il est d'abord envoyé, entre mars et mai 1793, aux côtés de Choudieu, dans les départements du Maine-et-Loire et de la Sarthe, où tous deux sont chargés d'accélérer la levée en masse. Il est ensuite envoyé auprès de l'armée des côtes de la Rochelle auprès de Carra, Garnier de Saintes et Goupilleau de Fontenay jusqu'en octobre. Entre pluviôse an II et vendémiaire an III (entre février et octobre 1794) , il retrouve Choudieu aux armées du Nord et des Ardennes. Enfin, en pluviôse an III (février 1795), la Convention l'envoie auprès de l'armée du Nord alors en Hollande. 
Entre le 15 vendémiaire et le 15 pluviôse an III (entre le 6 octobre 1794 et le 3 février 1795), il siège au Comité de Salut public. 
Réélu aux Conseil des Cinq-Cents, il siège jusqu'en mai 1797, puis adhère au coup d'État du 18 brumaire.
En 1797, il est nommé à un poste au sein du ministère de la Guerre.

### Préfecture
Il est nommé préfet de Haute-Garonne du 7 germinal an VIII (28 mars 1800) jusqu'au 4 avril 1806, puis préfet de Charente-Inférieure (1806-1814, 1815). 
A la Restauration, il est d'abord licencié, mais rapidement à nouveau nommé préfet du Calvados en 1815.  
Il démissionne à nouveau en 1816 lors de l'adoption de la loi du 12 janvier 1816 interdisant les régicides, mais il se retire tranquillement à Saintes et aucune mesure n'est prise contre lui, bien au contraire, le gouvernement lui a accordé une pension de 6.000 francs

## Titre
En 1808, il est élu à l'Académie des belles-lettres, sciences et arts de La Rochelle. 
Napoléon Ier lui décerne la Légion d'honneur le 25 prairial an XII (14 juin 1804), puis le titre de chevalier de l'Empire le 18 juin 1809, et enfin celui de baron de l'Empire le 9 mars 1810